# Trasporti a Roma

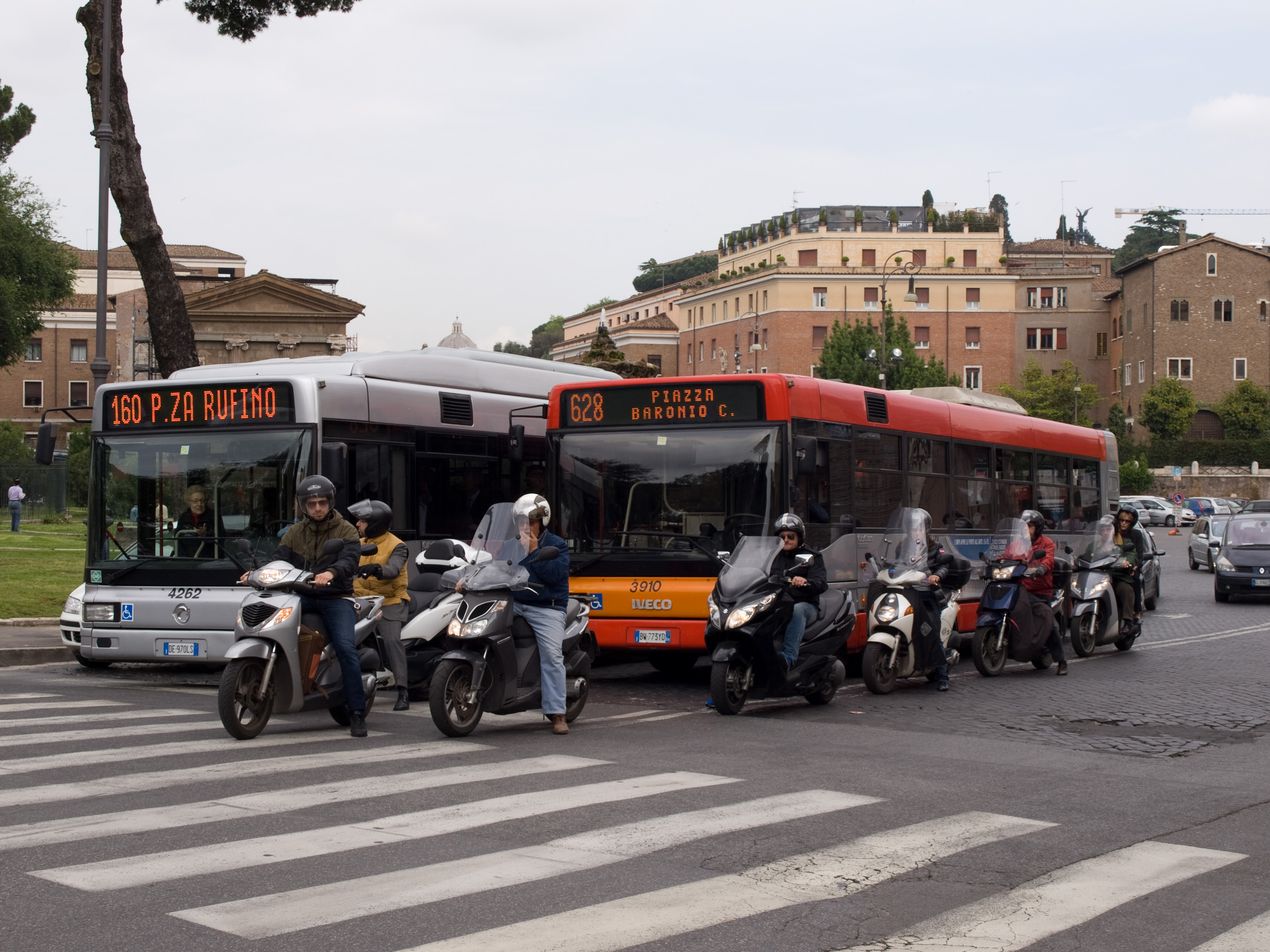
Autobus, motocicli e automobili sono i mezzi di trasporto diffusi a Roma.

Il sistema dei trasporti pubblici della città di Roma si compone di una rete metropolitana di tre linee, una rete tranviaria di sei linee, un sistema di servizi suburbani composto da otto ferrovie regionali e tre ex concesse, una rete filoviaria composta da tre linee e una rete stradale di circa 6000 km, che la rende la più vasta d'Europa.
La rete dei trasporti è gestita da vari operatori: ATAC (azienda pubblica in house di Roma Capitale), Cotral (azienda pubblica in house della Regione Lazio), Trenitalia, Roma TPL e Troiani (consorzi privati).

## Quadro generale

### Metropolitana e tram

#### Metropolitana di Roma

Mappa della rete

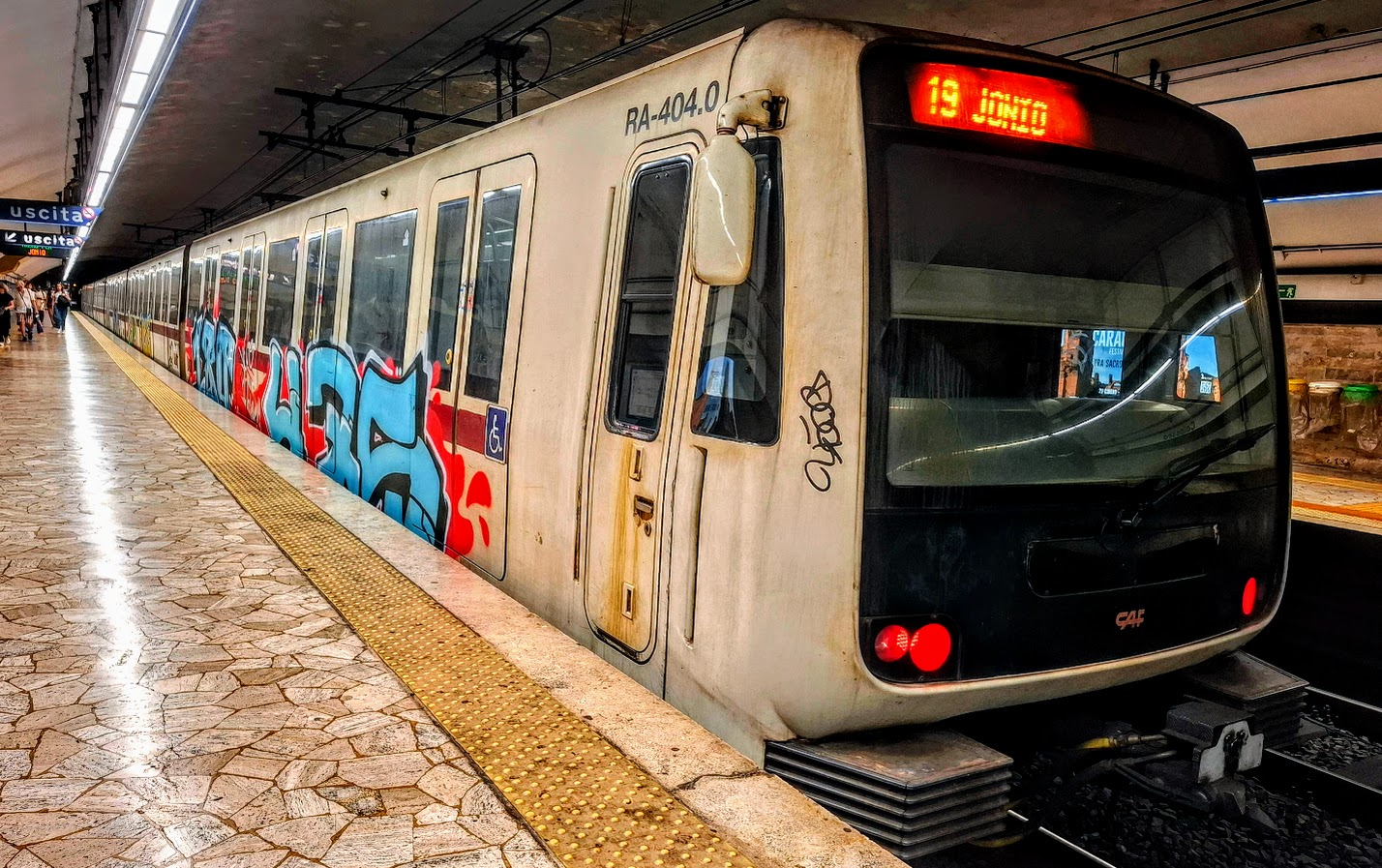
CAF MA300 della Metro B in sosta alla stazione Colosseo

La metropolitana di Roma, considerata la prima vera metropolitana d'Italia, fu inaugurata il 9 febbraio 1955 dal Presidente della Repubblica Luigi Einaudi con la linea allora denominata Ferrovia dell'E42, poi divenuta linea B. Dopo altri 25 anni, il 16 febbraio 1980 fu inaugurata dal sindaco di Roma Luigi Petroselli la seconda linea della rete chiamata linea A, e il 9 novembre 2014 fu aperta l'ultima linea metropolitana, la linea C.
Sono in atto diversi progetti per l'espansione della metropolitana, tra cui la trasformazione della ferrovia Roma-Lido nella linea E, la creazione della linea D e i prolungamenti delle tre linee esistenti.

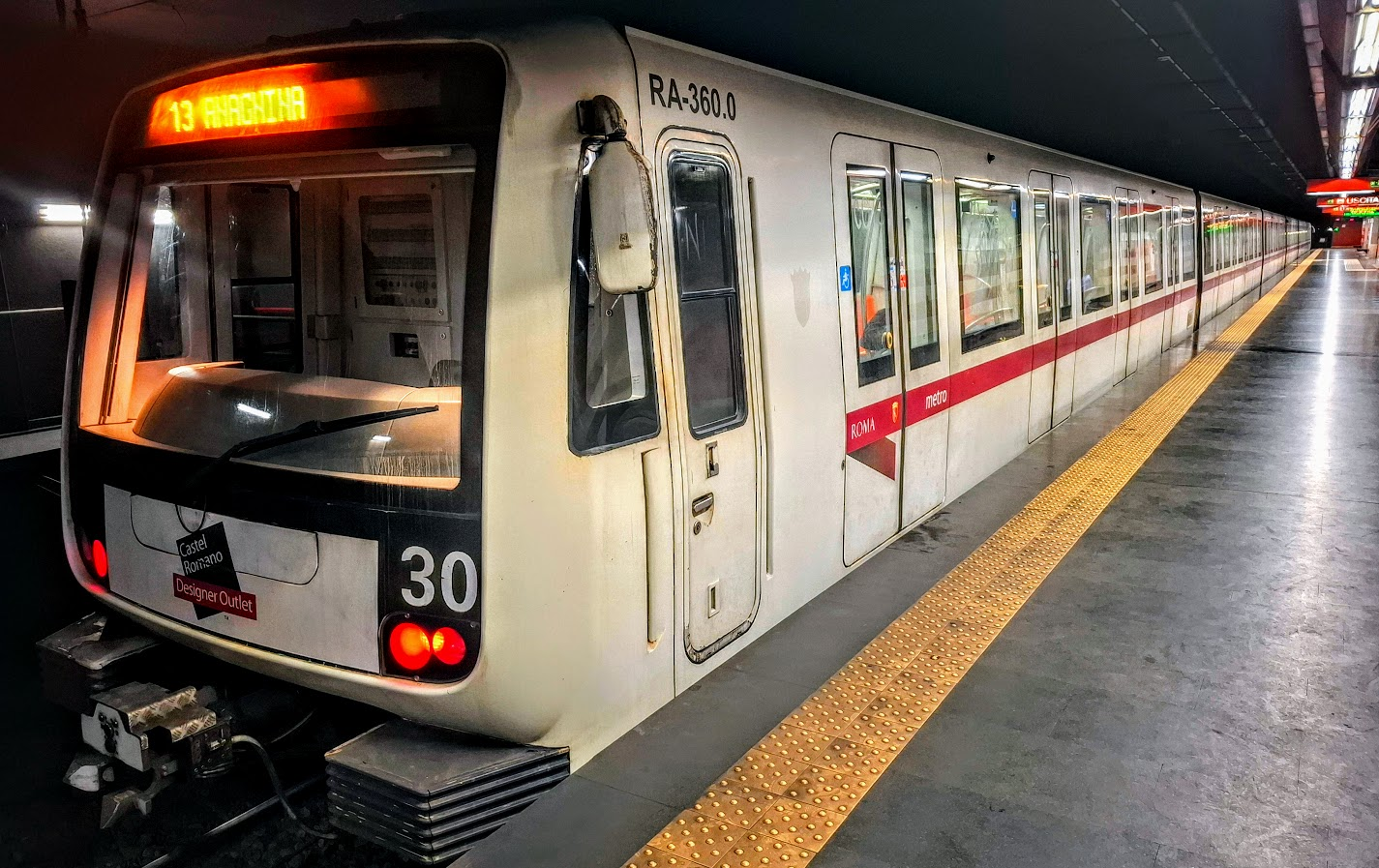
CAF MA300 della Metro A in sosta alla stazione Cornelia

Le rete si compone oggi di tre linee per un totale di 59,4 km e 73 stazioni e trasporta circa 844 200 passeggeri al giorno e 308 milioni di passeggeri l'anno, risultando essere la seconda rete più estesa d'Italia dopo quella di Milano. Le linee sono identificate con una lettera e un colore, che viene usato anche nelle mappe, nella livrea dei treni e nell'arredo delle stazioni.
| Linea  | Percorso               | Percorso         | Inaugurazione | Ultima estensione | Lunghezza (km) | Stazioni | Vetture-km (milioni) |
| ------ | ---------------------- | ---------------- | ------------- | ----------------- | -------------- | -------- | -------------------- |
|        | Battistini             | Anagnina         | 1980          | 2000              | 18,4           | 27       | 21,0                 |
|        | Laurentina             | Rebibbia / Jonio | 1955          | 2015              | 22,9           | 26       | 20,8                 |
|        | Monte Compatri-Pantano | San Giovanni     | 2014          | 2018              | 18,1           | 22       | 8,1                  |
| Totale | Totale                 | Totale           | Totale        | Totale            | 59,4           | 73       | 49,9                 |

#### Rete tranviaria

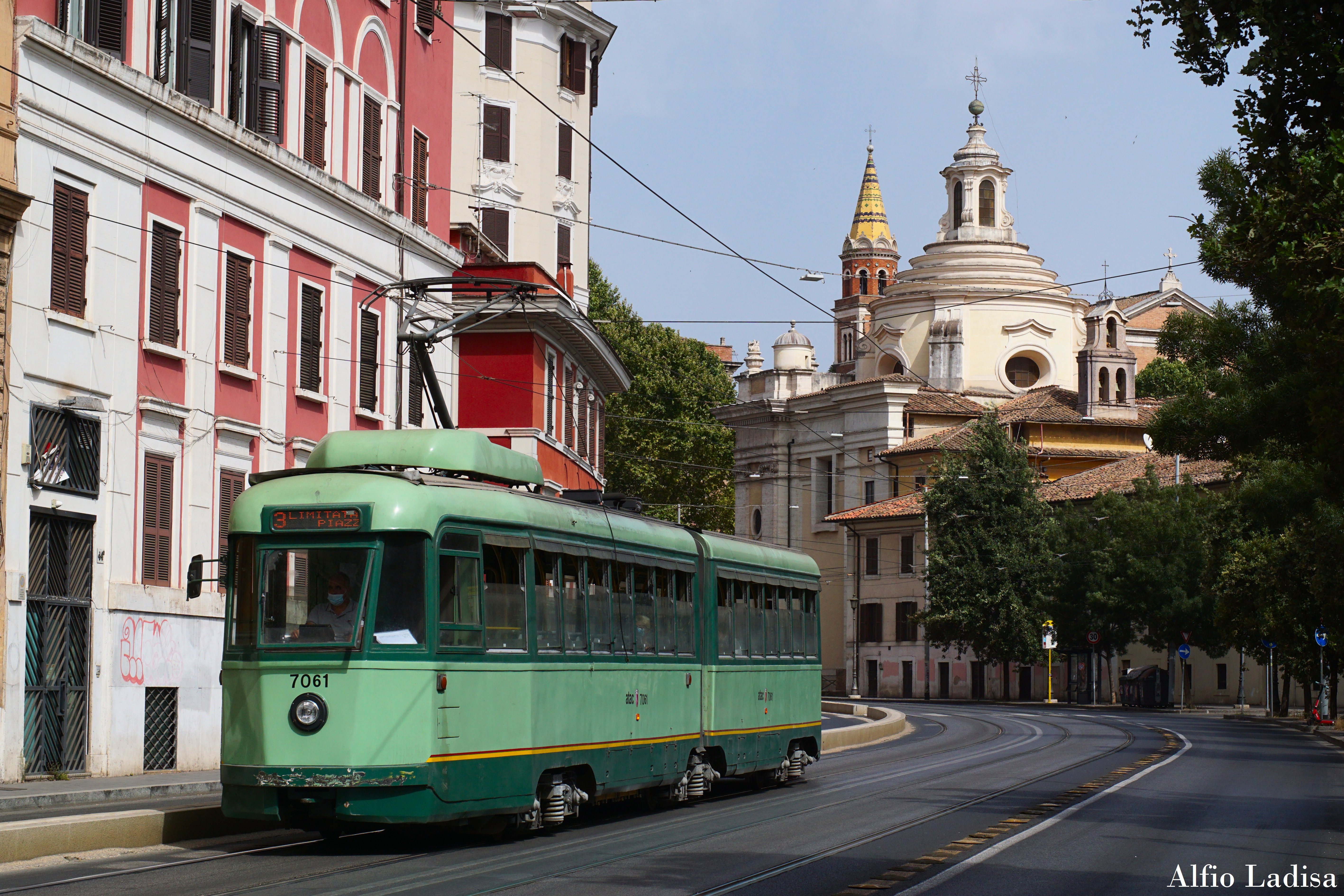
Tram 3 in via Labicana

Precursori della rete tranviaria a Roma furono le linee omnibus, la cui prima linea a Roma fu inaugurata nel giugno 1845 da Piazza Venezia alla Basilica di San Paolo fuori le mura su autorizzazione di Papa Gregorio XVI, e le linee tram a cavalli la cui prima linea urbana fu inaugurata il 2 agosto 1877 tra Piazzale Flaminio e Ponte Milvio. Il 2 settembre 1895 giunse il primo tram elettrico funzionante con linea aerea tra Termini e Piazza di San Silvestro, che diede il via all'elettrificazione della rete urbana, completata nel 1904. Il 31 dicembre 1929 la rete tranviaria romana raggiunse la sua massima espansione: 800 motrici e 280 rimorchi circolavano su 59 linee, con 140 km di impianti e 400 km di lunghezza d'esercizio.

Mappa della rete

Oggi la rete si compone di sei linee urbane per complessivi 31 km. Ogni linea è contraddistinta da un numero di identificazione.
- 2 Piazza Antonio Mancini - Piazzale Flaminio
- 3 Valle Giulia - Stazione Trastevere
- 5 Stazione Termini - Piazza dei Gerani
- 8 Piazza Venezia - Casaletto
- 14 Stazione Termini - Viale Palmiro Togliatti
- 19 Piazza del Risorgimento - Piazza dei Gerani

### Trasporto ferroviario

#### Ferrovie ex concesse

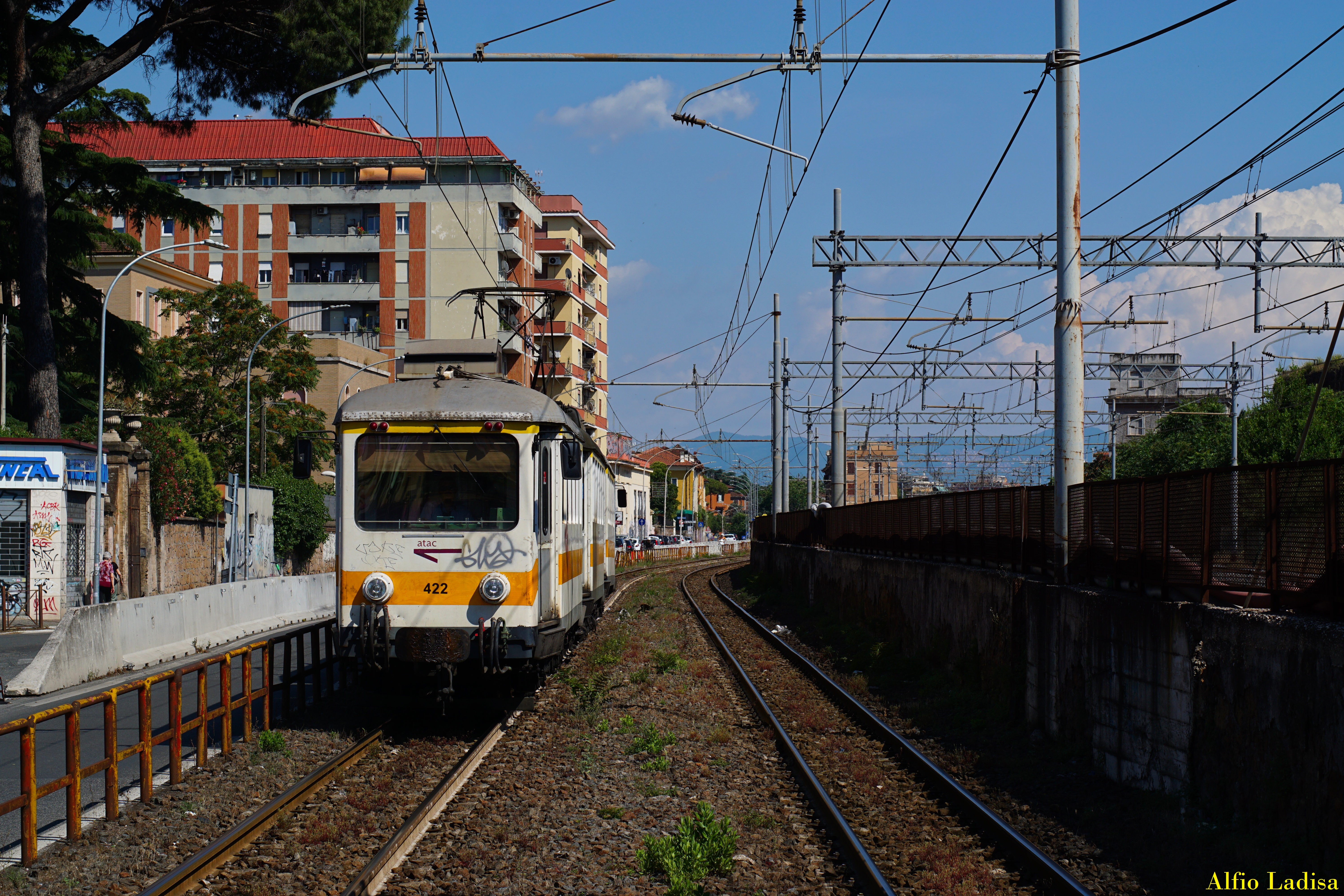
Convoglio della ferrovia Roma-Giardinetti in arrivo nella fermata di Sant'Elena, nel quartiere Pigneto

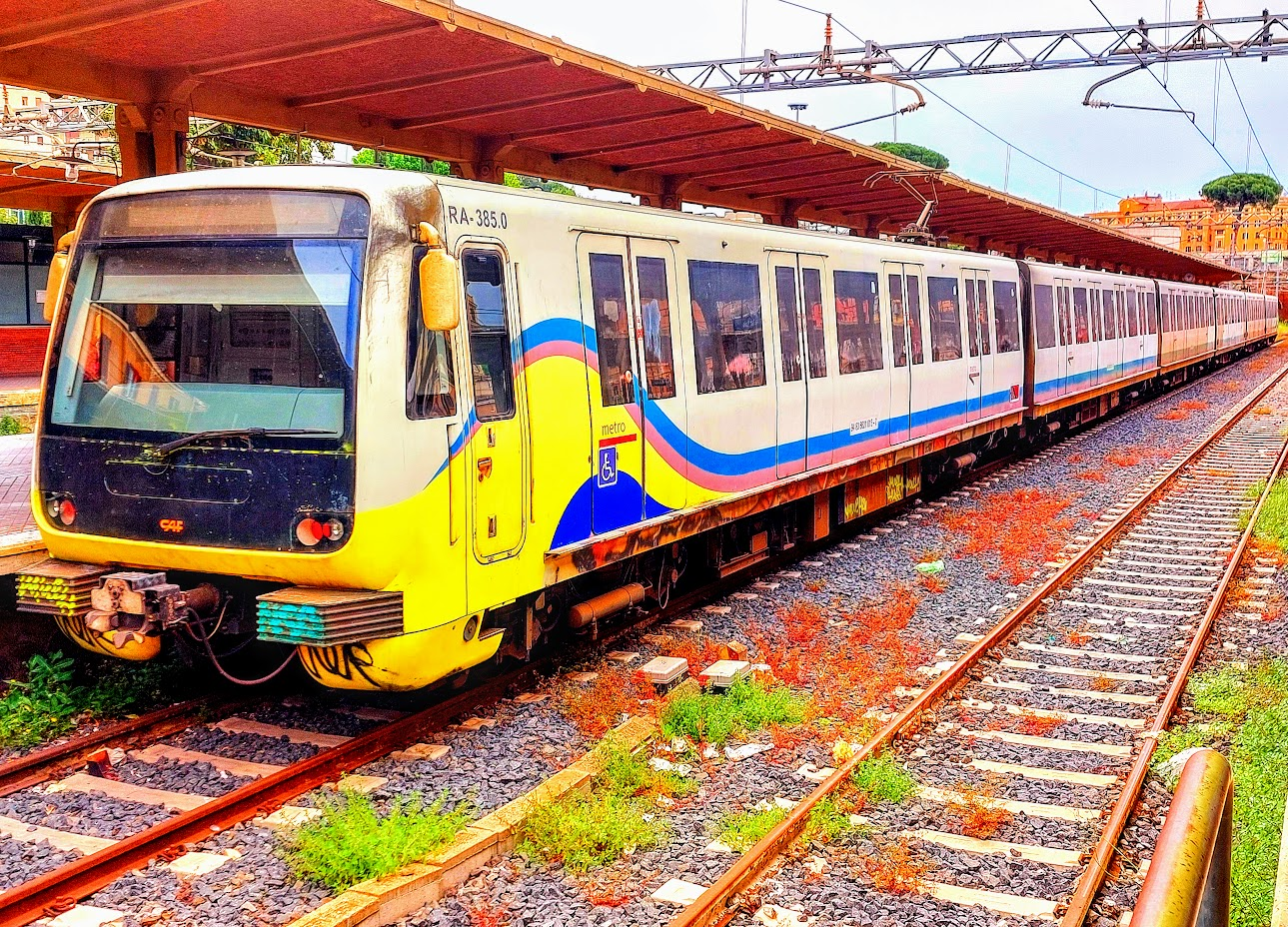
Convoglio della ferrovia Roma-Lido in sosta nella fermata di Piramide, nel quartiere Ostiense

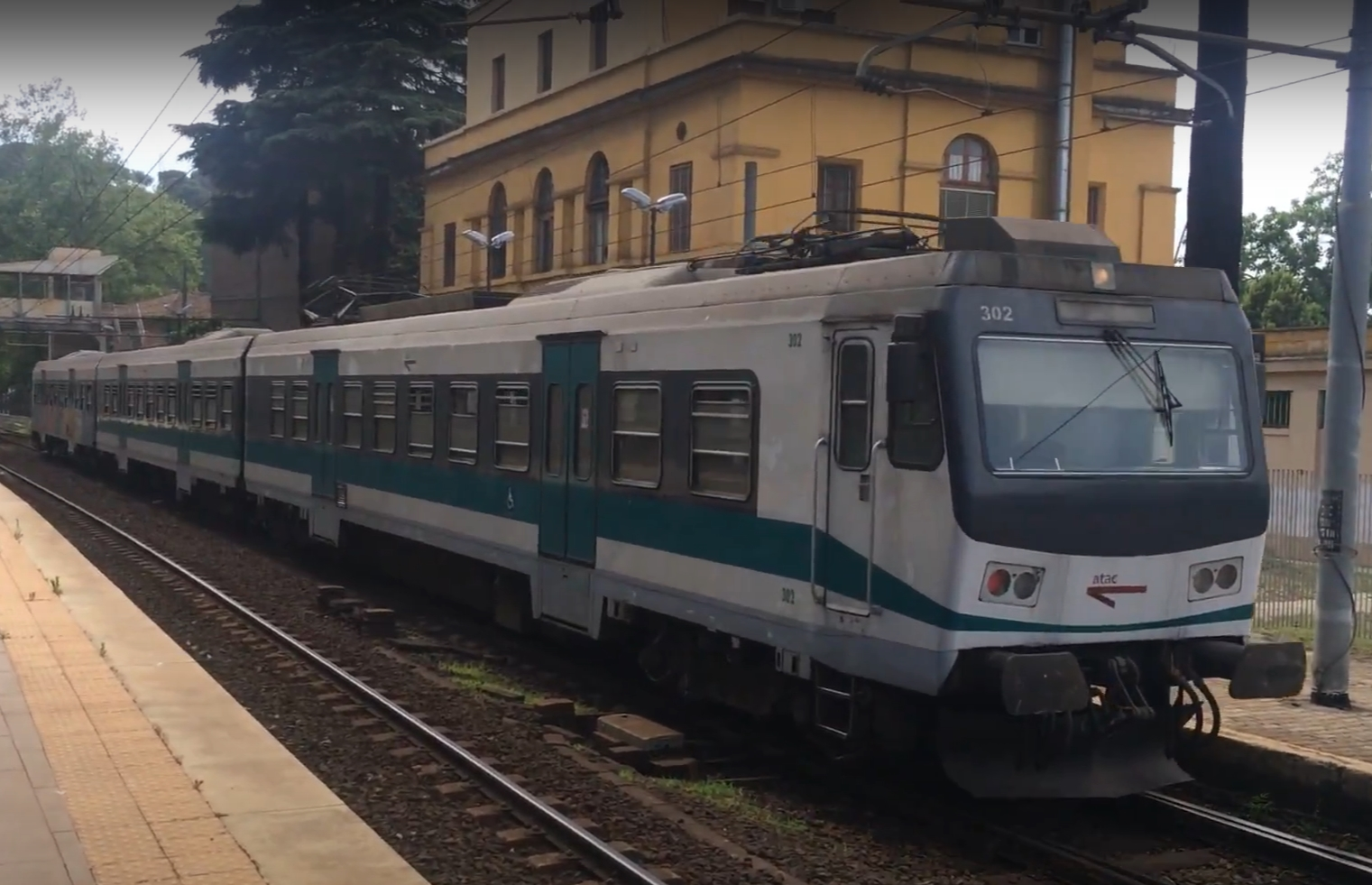
Convoglio della ferrovia Roma-Viterbo in sosta nella fermata di Acqua Acetosa, nel quartiere Parioli

Le ferrovie Roma-Giardinetti, Roma-Lido (o Metromare) e Roma-Civita Castellana-Viterbo (o Roma Nord) sono tre linee ex concesse che svolgono un servizio simile a quello metropolitano, per la maggior parte in superficie. La prima, limitata a Centocelle dal 2015, è operata da ATAC, mentre le altre due dal 1º luglio 2022 sono gestite da ASTRAL per quanto riguarda le infrastrutture e da Cotral per quanto riguarda l'esercizio.
| Linea  | Percorso                                | Inaugurazione | Lunghezza (km) | Stazioni | Vetture-km (milioni)                   |
| ------ | --------------------------------------- | ------------- | -------------- | -------- | -------------------------------------- |
|        | Termini/Laziali ↔ Giardinetti           | 1916          | 5,6            | 12       | 1,3                                    |
|        | Porta San Paolo ↔ Cristoforo Colombo    | 1924          | 28,2           | 13       | 9,6                                    |
|        | Flaminio ↔ Montebello (servizio urbano) | 1932          | 12,8           | 15       | 4,2 (compreso il servizio extraurbano) |
| Totale | Totale                                  | Totale        | 46,6           | 40       | 15,1                                   |

#### Ferrovie regionali FL

Mappa della rete FL

Roma è collegata al resto della regione e al suo hinterland da otto ferrovie regionali, operate da Trenitalia e identificate come FL (Ferrovie Laziali). Ad esse si aggiunge il nuovo collegamento con Vigna Clara lungo la Cintura Nord.
La rete serve circa 130 stazioni per una lunghezza complessiva di oltre 700 km. Sono in particolare le linee FL1, FL2, FL3 e FL5 che grazie alle numerose fermate e alle alte frequenze offrono un servizio molto simile a quello metropolitano per Roma.
| Linea | Percorso                                            | Lunghezza (km) | Stazioni |
| ----- | --------------------------------------------------- | -------------- | -------- |
| FL1   | Orte - Roma Tiburtina - Fiumicino Aeroporto         | 110            | 26       |
| FL2   | Roma Tiburtina - Tivoli                             | 40             | 14       |
| FL3   | Roma Tiburtina - Viterbo                            | 88             | 29       |
| FL4   | Roma Termini - Velletri / Albano Laziale / Frascati | 65             | 20       |
| FL5   | Roma Termini - Civitavecchia                        | 77             | 13       |
| FL6   | Roma Termini - Cassino                              | 138            | 22       |
| FL7   | Roma Termini - Minturno-Scauri                      | 138            | 13       |
| FL8   | Roma Termini - Nettuno                              | 60             | 13       |

#### Ferrovie nazionali

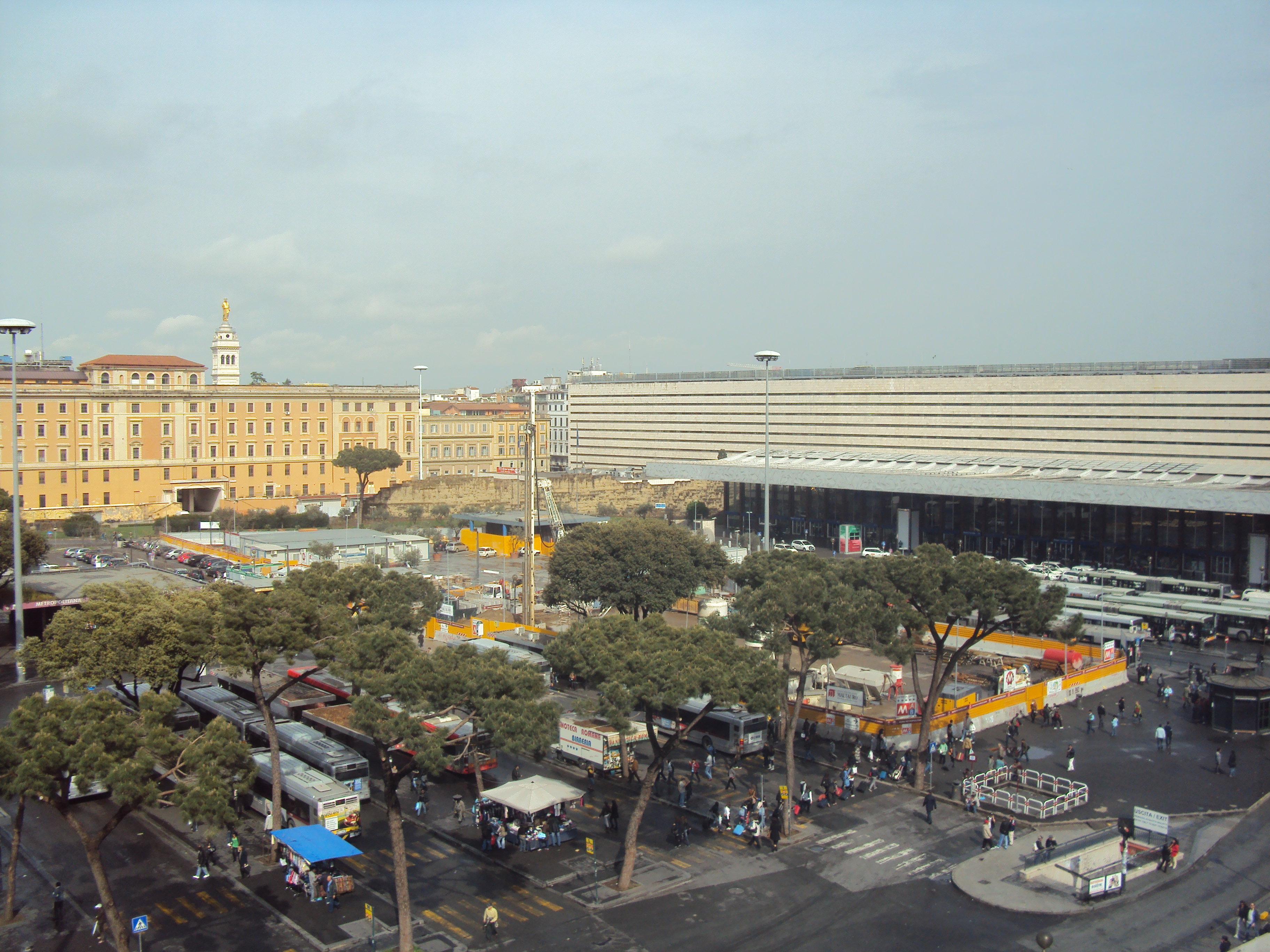
Piazza dei Cinquecento e la stazione Termini

Posta al centro della penisola, Roma è anche il principale nodo ferroviario dell'Italia centrale, collegata mediante le linee ad alta velocità con Firenze, Milano e Napoli. Le altre principali direttrici di traffico ricalcano — almeno nella parte iniziale del percorso — il tracciato delle strade consolari: la linea tirrenica (Roma-Genova, lungo la via Aurelia); la linea verso nord inizialmente lungo la valle del Tevere (Roma-Firenze-Bologna); le linee verso l'Adriatico (Roma-Pescara, lungo la via Tiburtina, e Roma-Ancona, lungo la via Flaminia); le linee verso il meridione (Roma-Formia-Napoli, lungo la via Appia, e Roma-Cassino-Napoli, lungo la via Casilina).
La stazione principale e l'unica nel centro storico è Roma Termini, la più trafficata stazione d'Italia, ma i treni ad alta velocità di Trenitalia e Italo e i treni nazionali fermano anche a Roma Tiburtina (destinata a gestire livelli di servizio pari a Termini) e Roma Ostiense. Le altre stazioni svolgono un ruolo importante per i servizi metropolitani-regionali; fra di esse Roma San Pietro, Roma Trastevere, Roma Tuscolana, Roma Prenestina e Valle Aurelia.

#### Collegamenti aeroportuali
L'aeroporto intercontinentale Leonardo da Vinci, il principale aeroporto di Roma e il più grande d'Italia per numero di passeggeri, è collegato da un servizio ferroviario denominato Leonardo Express che collega, senza fermate intermedie, l'aeroporto con la stazione Termini in circa 32 min.
Accanto a questo servizio ci sono poi: il servizio offerto dalla linea FL1 delle ferrovie regionali che al contrario collega l'aeroporto con tutte le stazioni della linea in questione, comprese le importanti stazioni di Roma Trastevere, Roma Ostiense e Roma Tiburtina e con la metropolitana ed infine il servizio dei Frecciargento di Trenitalia che lo collega alla rete nazionale ad alta velocità con fermate a Roma Termini, Roma Tiburtina, Firenze, Bologna, Padova e Venezia, e dal 2019 anche con Genova.

### Trasporto aereo e marittimo

#### Aeroporti

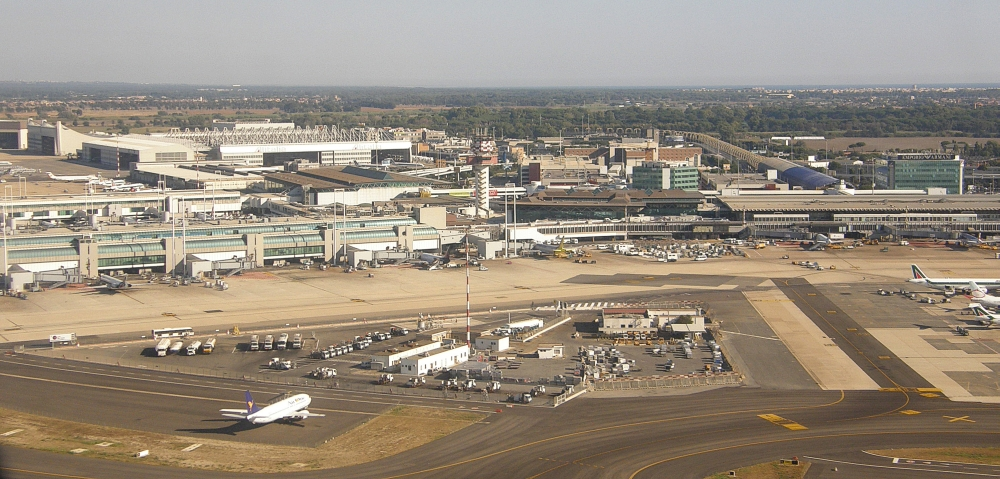
L'aeroporto intercontinentale Leonardo da Vinci

La città è servita da quattro aeroporti:
- L'aeroporto Intercontinentale Leonardo da Vinci, più noto semplicemente come Fiumicino, dal nome del comune che lo ospita, è il principale aeroporto italiano per i voli passeggeri e il terzo per merci e uno dei più importanti hub sia a livello europeo, sia nell'area mediterranea. Posto a circa 30 km a ovest dal centro di Roma è hub principale di ITA Airways (ex Alitalia) ma vi operano anche compagnie low-cost; conta oggi di tre terminal (T1, T3 e T5) e vi sono progetti per una sua futura espansione.[16]
- L'aeroporto Internazionale Giovan Battista Pastine, noto col nome di Ciampino, situato ancora nel territorio di Roma ai confini con il comune da cui prende il nome; è un aeroporto sia civile sia militare, posto lungo la via Appia; riceve un grande numero di voli di compagnie a basso costo.
- L'aeroporto dell'Urbe, situato sulla via Salaria a circa 6 km dal centro; è utilizzato come scalo turistico ed è stato ristrutturato e destinato a eliporto.
- L'aeroporto Mario de Bernardi, conosciuto meglio come aeroporto di Pratica di Mare e sito presso l'omonima frazione del comune di Pomezia. Confinante col territorio comunale di Roma a sud della capitale, è solo ad uso militare.

Non è più funzionante l'aeroporto Francesco Baracca situato dentro la città nel quadrante est, che fu il primo aeroporto d'Italia inaugurato nel 1909, e di cui è ancora visibile una pista all'interno del parco archeologico di Centocelle.

#### Porti

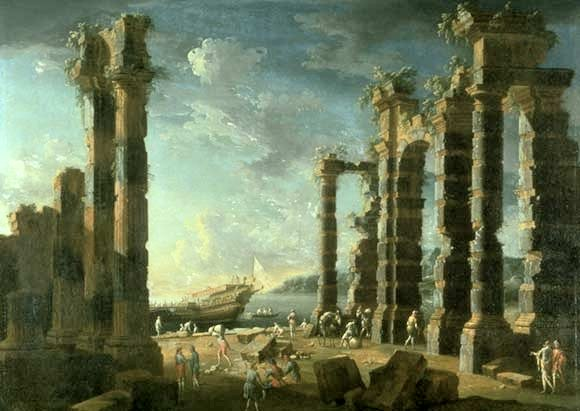
Il porto di Ostia in un dipinto di Leonardo Coccorante

La costruzione di un porto romano si deve, secondo la tradizione, ad Anco Marzio, quarto dei sette leggendari re di Roma, che fece costruire l'insediamento di Ostia (633 a.C.). Il piccolo nucleo, che fu verosimilmente la prima colonia di Roma, crebbe di notevole importanza nel corso dei secoli, tanto da raggiungere i 75 000 abitanti nell'età imperiale. Nella zona, inoltre, erano stati costruiti due nuovi porti per ordine degli imperatori Claudio e Traiano. La città portuale subì una lenta decadenza a partire dal IV secolo, complice la crisi economica dovuta alle invasioni barbariche; dal IX secolo, Ostia cominciò ad essere distrutta.

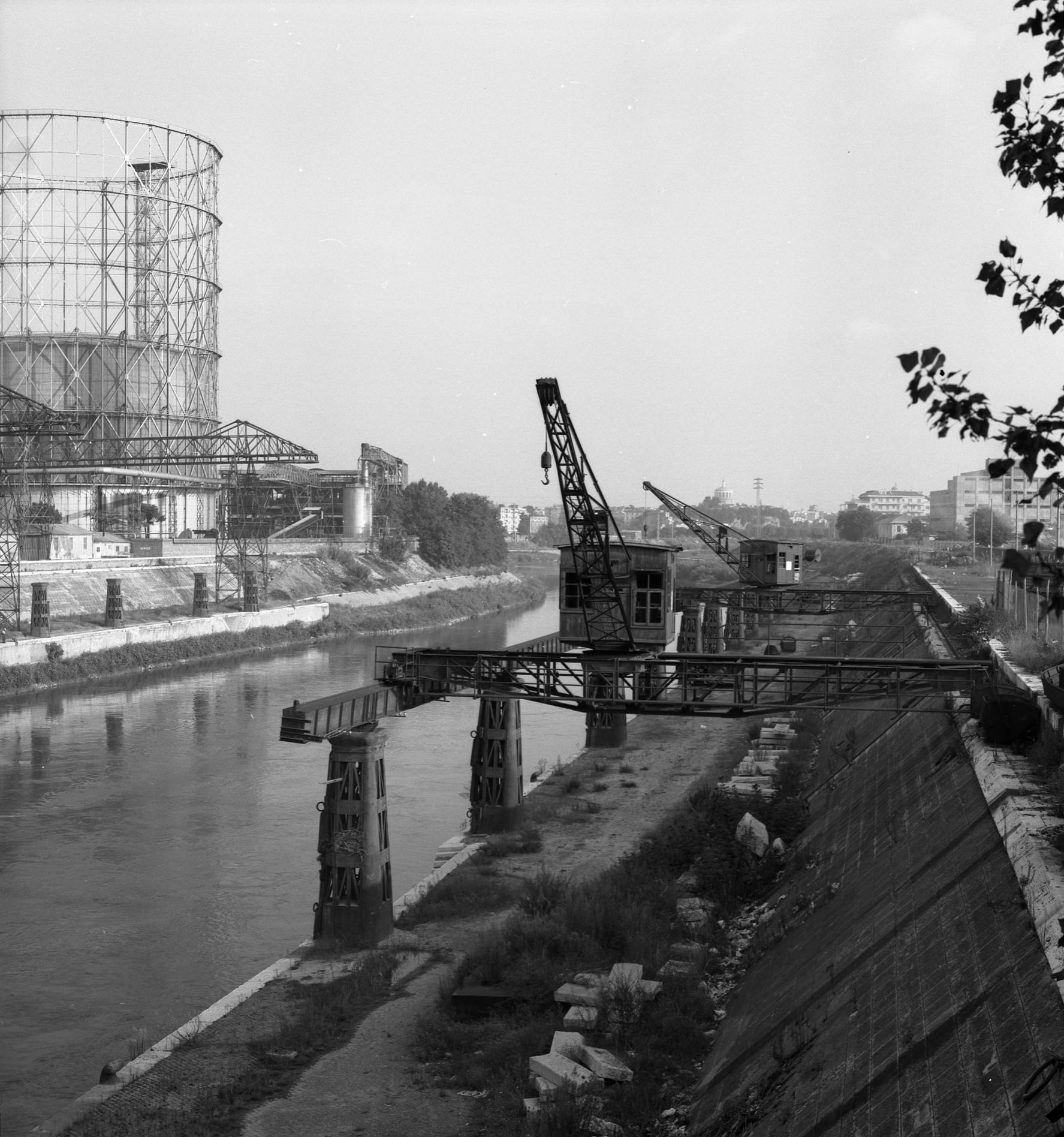
Il porto fluviale sul Tevere (1967)

Altri porti romani furono quelli fluviali, costruiti per l'approdo delle imbarcazioni che anticamente risalivano il Tevere per giungere in città: il porto dell'Emporio, abbandonato già in epoca medievale; il porto di Ripa, ricostruito nel 1642 con il nome di Ripa Grande; il porto di Ripetta, costruito nel 1704 a monte di Castel Sant'Angelo ma distrutto nel 1893; il porto Leonino, costruito nel 1827 per volere di Leone XII e distrutto nel 1863. Attualmente in città, lungo le sponde del Tevere, si trovano alcuni punti d'imbarco dei battelli turistici.
Il nuovo porto di Roma sito a Ostia Lido venne inaugurato nel 2001. Si tratta di un porto turistico, strutturato come quello originario ma con funzioni completamente diverse: non più un punto strategico e commerciale, bensì nuovo approdo turistico per imbarcazioni da diporto. Porti di Roma sono anche il porto canale di Fiumicino, il porto di Anzio ma soprattutto il porto commerciale di Civitavecchia che collega con servizi regolari il centro Italia con le principali destinazioni del Mediterraneo, ed è uno dei principali terminal nazionali per le navi da crociera.

### Trasporto stradale

#### Strade
(Proverbio romanesco)

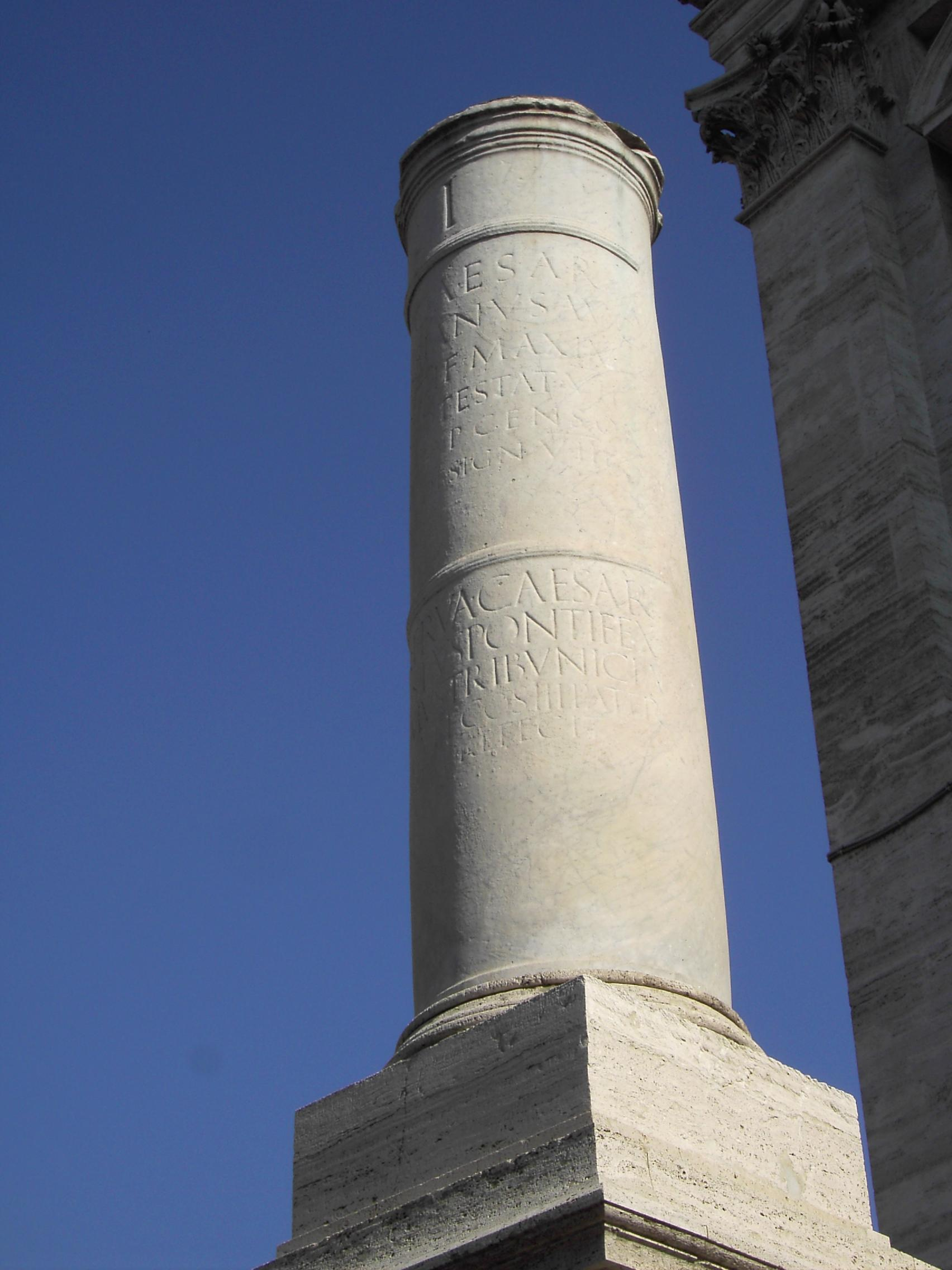
Copia della prima pietra miliare della Via Appia, posta in cima alla Cordonata

La città è al centro di una struttura radiale di vie di comunicazione che ricalcano le direttrici delle antiche strade consolari (Aurelia, Cassia, Flaminia, Salaria, Nomentana, Tiburtina, Casilina, Prenestina, Anagnina, Appia, Ardeatina, Laurentina, Ostiense, a cui nel medioevo si aggiunse la Tuscolana) che, partendo dal miliarium aureum, il chilometro zero fisico, congiungevano Roma a tutti gli angoli dell'Impero.

Le strade consolari

Lo spazio urbano, un tempo delimitato dalle mura, a partire dalla seconda metà del XX secolo è definito dall'anello esterno di raccordo tra le vie di penetrazione, il Grande Raccordo Anulare, che rappresenta la congiunzione principale del trasporto su strada tra Roma e il resto d'Italia. Sul Raccordo convergono le quattro autostrade per Firenze (A1 diramazione Roma nord), Teramo e Pescara (A24/A25), Napoli (A1 diramazione Roma sud) e l'aeroporto di Fiumicino (A91, da cui si dirama la A12 per Civitavecchia), oltre alle due superstrade Cassia Veientana (SR 2 bis) e Pontina (SR 148).

#### Rete filoviaria
Introdotta negli anni trenta in sostituzione della rete tranviaria allora in dismissione, la rete filoviaria fu inaugurata il 7 gennaio 1937 e successivamente sviluppata fino a diventare la rete filoviaria più estesa d'Italia e una delle più estese d'Europa, con la massima estensione di 137 km di linee e 419 veicoli del 1957. Questa rete filoviaria storica fu tuttavia smantellata, con rapidità simile a quella con cui era sorta, a fronte della motorizzazione di massa degli anni 1960: l'ultima linea fu dismessa nel 1972.
Solo agli inizi del XXI secolo si pensò di reintrodurre tale mezzo a Roma e il 23 marzo 2005 fu inaugurato l'esercizio filoviario sulla linea 90 Express tra la stazione Termini e largo Fausta Labia, lunga 11,77 km e gestita da ATAC; talvolta anche la linea 60 Express sfrutta il percorso della stessa filovia da Porta Pia a piazza Sempione. Con l'attivazione del corridoio della mobilità Laurentina-Tor Pagnotta-Trigoria, l'8 luglio 2019 è stata attivata la linea 74.
- 60 Piazza Venezia ↔ Largo Sergio Pugliese
- 74 Laurentina ↔ Via Rita Brunetti
- 90 Stazione Termini ↔ Largo Fausta Labia

#### Trasporto di superficie

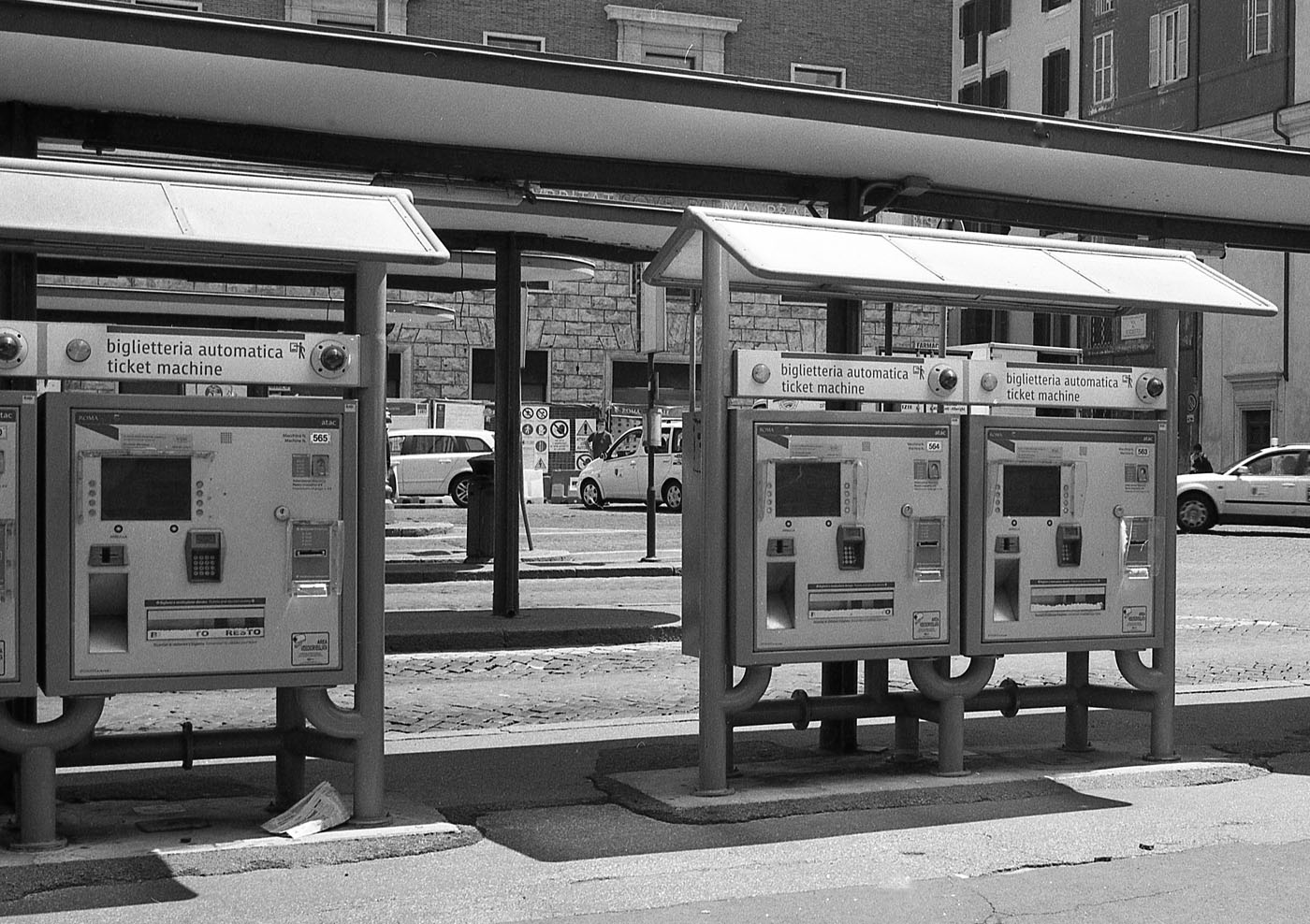
Biglietterie automatiche a piazza San Silvestro (1996)

La rete di superficie gestita dall'ATAC e da Roma TPL è composta di circa 400 linee e costituisce la colonna portante del trasporto pubblico locale romano. Durante la notte è attivo un servizio di autobus notturni, le linee N, che servono anche i percorsi delle tre linee metropolitane e della Roma-Lido (nMA, nMB, nMB1, nMC, nME). Le vetture-km erogate nel 2019 sono state 84,4 milioni da ATAC e 28,2 da Roma TPL, per un totale di 112,8 compresi tram e filobus.

#### Taxi e noleggio con conducente (NCC)
Sulla base delle normative nazionali e regionali del trasporto pubblico non di linea, l’Amministrazione comunale fissa per entrambi i servizi il numero delle licenze, e per i soli taxi anche i massimali tariffari e i turni orari, mentre per gli NCC vigono le regole di mercato. A Roma le licenze taxi sono 7705, a cui si aggiungono 993 autorizzazioni NCC con autovetture.

#### Mobilità privata
La mobilità privata è regolata da:
- le zone a traffico limitato (ZTL) diurne e notturne del centro storico (con una disciplina particolare nel Tridente) e di Trastevere, e solo notturne a Monti, Testaccio e San Lorenzo;[27]
- le aree di salvaguardia ambientale dell'Anello ferroviario e della Fascia verde, interdette ai veicoli più inquinanti sempre o temporaneamente;[28]
- la sosta a pagamento nel centro storico e nei quartieri limitrofi.[29]

#### Mobilità sostenibile e piste ciclabili
La mobilità sostenibile è incentivata dai servizi di car sharing classico e a flusso libero e da nuovi servizi di bike sharing e monopattini elettrici a flusso libero.
A partire dagli anni 2020, le amministrazioni comunali hanno cercato di dotare Roma di una vasta rete di piste ciclabili, al 2023 estesa ca. 320 km.